# 甸溪河
甸溪河，位于中国云南省东部，是西江南盘江段左岸支流，源头称板桥河，发源于师宗县雄壁镇东部沙石坡，向西南流入泸西县板桥河水库，出库后称金马河，继续西南流，经泸西县西部地区后进入弥勒市。甸溪河进入弥勒市后称禹门河，经太平水库，于弥勒市区弥阳镇以东右纳花口河后始称“甸溪河”。甸溪河自花口河口南流，经弥勒市新哨镇、竹园镇、朋普镇，最后于朋普镇岭格村以南入南盘江。全长195.7公里，落差1135米，流域面积3272平方公里。流域地处滇东南岩溶高原湖盆区，多溶蚀洼地。干流有部分河段为地下河。主要支流有白路村河、白马河、花口河、里方河、矣厦河沟等。